# Kishima
Kishima ist eine grönländische Band.

## Geschichte
Kishima wurde von Henrik Høyer Jensen aus Qaqortoq gegründet, der nach seinem Umzug nach Nuuk 2003 das Lied Timmiaaqqatut („Wie ein kleiner Vogel“) als Demoaufnahme bei Atlantic Music einspielte. Daraufhin durfte er 2004 sein Debütalbum Kishima aufnehmen und herausgeben. Dabei erhielt er unter anderem Unterstützung von Disko Democratic Republic, Angunnguaq Larsen und dem Schlagzeuger Hans Rosenberg, der später bei Nanook tätig war. Für das Album erhielt er 2004 den Talentpreis der Koda Awards. Anschließend war er drei Jahre lang auf Tournee in Grönland, wobei er von Disko Democratic Republic, der Sängerin Tupaarnaq Mathiassen und dem Rapper Peand-eL begleitet wurde.
2011 erschien das zweite Album Timmiaaqqatut, auf dem die Demonummer von 2003 erstmals herausgegeben wurde. Die Band bestand dabei aus den Gitarristen Malik Hegelund Olsen und Frederik Elsner, dem Keyboarder Hans Otto Sandgreen Brandt, dem Bassisten Mikael Mortensen und dem Schlagzeuger Martin Zinck, wobei letzterer seine Musikkarriere noch im selben Jahr beendete und durch Andreas Mathiasen ersetzt wurde.
2016 erschien das dritte Album Uumavoq Nanoq („Es lebt der Eisbär“).

## Diskografie
Alben
- 2004: Kishima
- 2011: Timmiaaqqatut
- 2016: Uumavoq Nanoq